# Endotrichella gracilescens
Endotrichella gracilescens är en bladmossart som beskrevs av Brotherus 1913. Endotrichella gracilescens ingår i släktet Endotrichella, klassen egentliga bladmossor, divisionen bladmossor och riket växter. Inga underarter finns listade i Catalogue of Life.